# خط مغولی
خط سنتی مغولی، که با نام هودوم مغول بیچیگ نیز شناخته می‌شود، اولین سیستم نوشتاری بود که به‌طور خاص برای زبان مغولی ایجاد شد و تا زمان معرفی سیریلیک در سال ۱۹۴۶ رایج‌ترین سیستم نوشتاری بود. به‌طور سنتی در جهت عمودی نوشته می‌شود. این الفبای قدیمی که از الفبای اویغور قدیم گرفته شده، یک الفبا با نگاره‌های مجزا برای حروف صامت و مصوت است. این خط برای زبان‌هایی مانند اویرات و منچو اختصاصی سازی شده است. الفبای مبتنی بر این خط عمودی کلاسیک همچنان در مغولستان و مغولستان داخلی برای نوشتن مغولی، زیبه و به‌طور آزمایشی برای اونکی استفاده می‌شود.
سیستم‌عامل‌های رایانه‌ای در پشتیبانی از خط مغولی کند بوده‌اند و تقریباً همه آن‌ها دارای پشتیبانی ناقص یا سایر مشکلات ارائه متن هستند.

## تاریخ

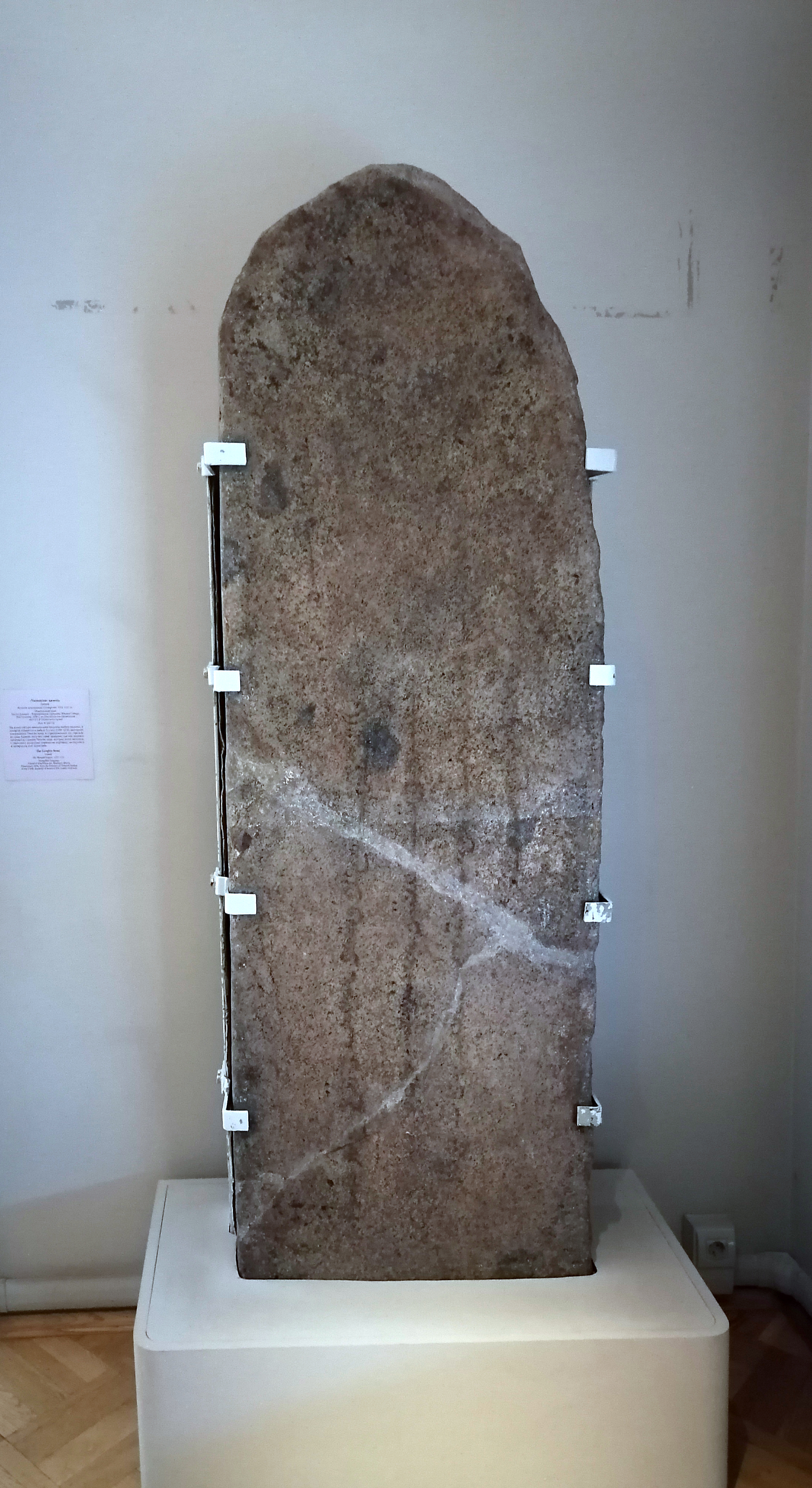
سنگ چنگیزخان یااستل ییسونگه، اولین کتیبه شناخته شده به خط مغولی.

اولین خط مغولی به صورت نوشتار عمودی، با اقتباس از الفبای قدیم اویغوری و برای زبان مغولی شکل گرفت. تاتاتونگا، کاتب اویغور قرن سیزدهم که توسط چنگیزخان دستگیر شد، مسئول آوردن الفبای قدیمی اویغور به فلات مغولستان و تطبیق آن با زبان مغولی بود.
از قرن هفتم و هشتم تا پانزدهم و شانزدهم، زبان مغولی به گویش‌های جنوبی، شرقی و غربی تقسیم شد.
اسناد اصلی دوره زبان مغول میانه عبارتند از:
- در گویش شرقی، متن معروف تاریخ مخفی مغول‌ها، بناهای تاریخی به خط فاگسپا، واژه‌نامه چینی- مغولی قرن چهاردهم و مطالب مغولی. زبان دوره میانی در رونویسی‌های چینی و غیره؛[۳]
- در گویش غربی، فرهنگ لغت عربی- مغولی و فارسی- مغولی، متون مغولی در رونویسی عربی و غیره[۳] ویژگی‌های اصلی این دوره این است که مصوت‌های ï و i اهمیت واج‌شناختی خود را از دست داده‌اند و واج i را ایجاد کرده‌اند (در گویش چاخار، مغولی استاندارد در مغولستان داخلی، این مصوت‌ها هنوز متمایز هستند). صامت‌های بین آوازی γ / g , b / w ناپدید شده بودند و روند اولیه تشکیل مصوت‌های بلند مغولی آغاز شده بود. h اولیه در بسیاری از کلمات حفظ شد. دسته‌بندی‌های دستوری تا حدی وجود نداشتند، و غیره. توسعه در این دوره توضیح می‌دهد که چرا خط مغولی مانند یک خط عربی عمودی به نظر می‌رسد (به ویژه وجود سیستم نقطه).[۳]

در نهایت بهبودهای جزئی برای تفاوت‌های بین زبان‌های اویغوری و مغولی صورت گرفت. برای جلوگیری از ابهام، مکاتب مختلف املایی، که برخی از آنها با استفاده از دیاکریتیک استفاده می‌کنند، ایجاد شده‌اند.
مغولی سنتی به صورت عمودی از بالا به پایین نوشته می‌شود و در خطوط از چپ به راست جریان دارد. خط اویغوری قدیم و فرزندان آن، که مغولی سنتی یکی از آنها در میان اویرات کلیر، مانچو و بوریات است، تنها خط‌های عمودی شناخته شده‌ای هستند که از چپ به راست نوشته شده‌اند. این امر به این دلیل ایجاد شد که اویغورها خط مشتق شده از سغدی خود را که در اصل از راست به چپ نوشته می‌شد، ۹۰ درجه در خلاف جهت عقربه‌های ساعت اما بدون تغییر جهت‌گیری نسبی حروف می‌چرخاندند تا از نوشتار چینی تقلید کنند.
قلم نی تا قرن هجدهم ابزار نوشتاری مورد استفاده بود، تا این که در اثر نفوذ فرهنگ چینی، جای خود را به قلم مو داد. قرن‌ها پیش، اقلام نوشتاری خط مغولی از چوب، نی، استخوان، برنز یا آهن ساخته می‌شدند. جوهر به کار رفته سیاه یا قرمز شنگرف بود و با آن بر روی پوست درخت بلوط، کاغذ، پارچه‌هایی از ابریشم یا پنبه و همچنین صفحه‌های چوبی یا نقره‌ای می‌نوشتند.

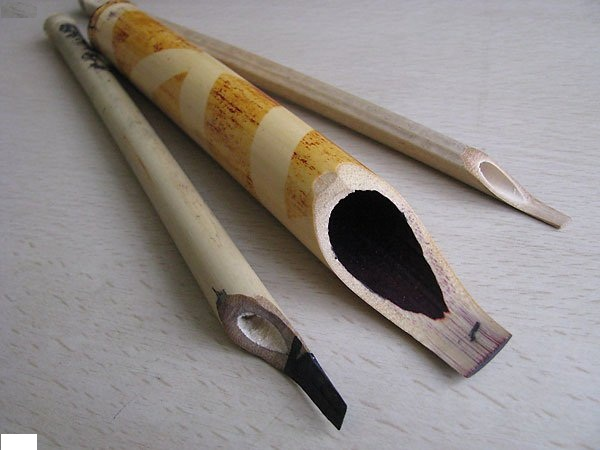
قلم نی از ابزار نوشتاری خط مغولی
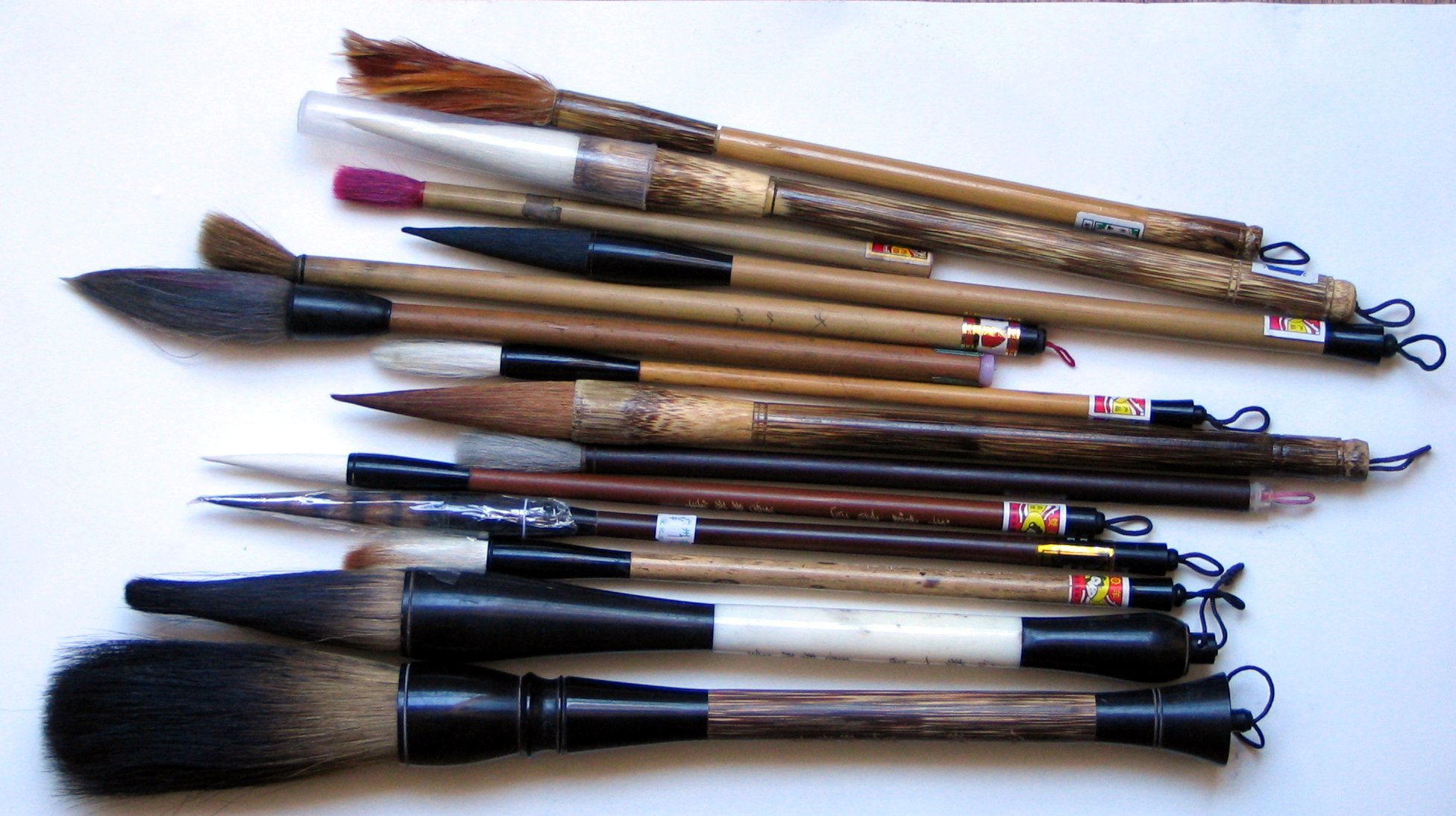
قلم مو از ابزار نوشتاری خط مغولی
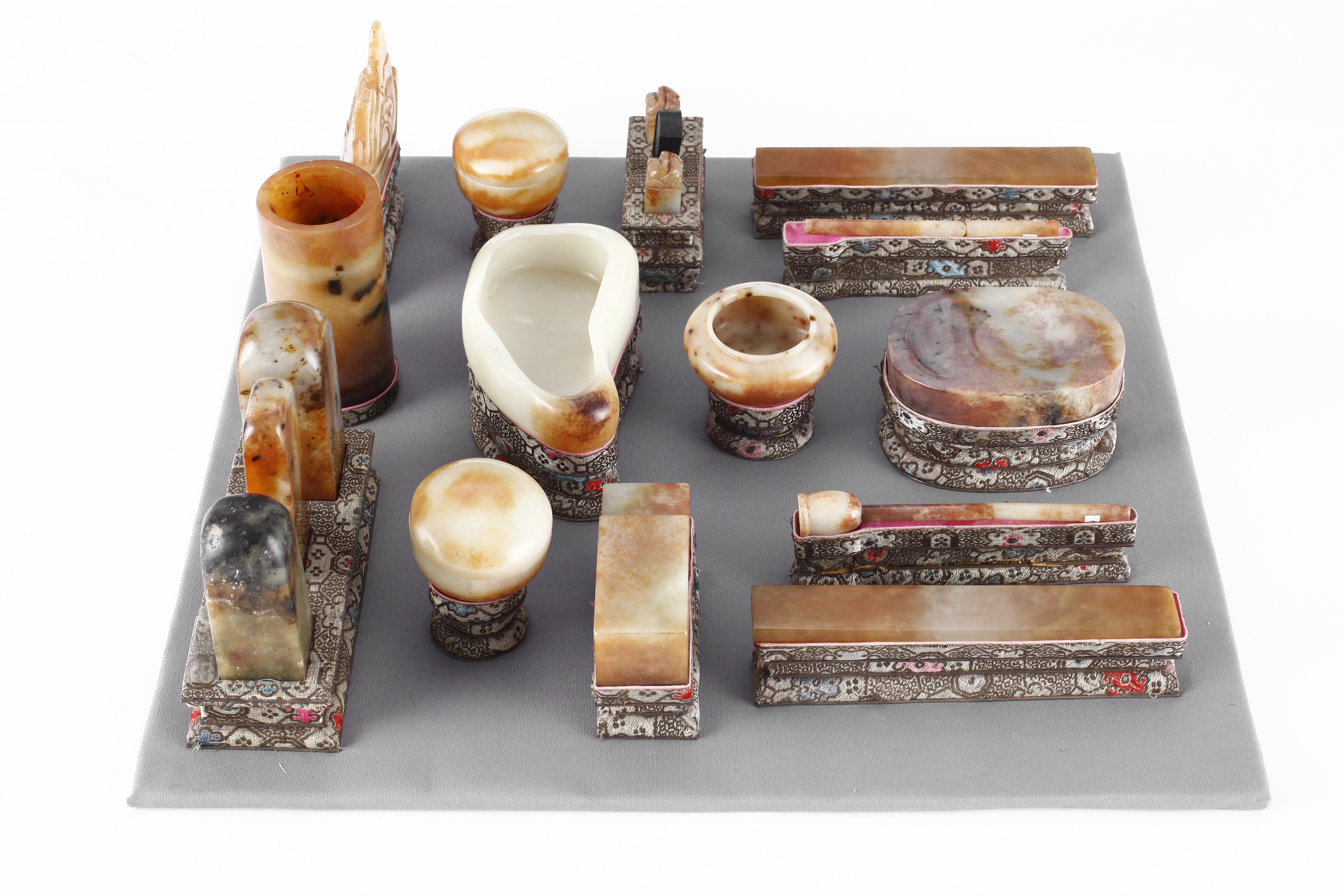
نوشت افزار بوغد خان یکی از حاکمان مغول پس از استقلال مغولستان از چین

مغولان از کودکی الفبای خود را به عنوان یک خط هجانگار یادمی‌گرفتند و هجاهای زبانشان را به دوازده دستهٔ متفاوت تقسیم می‌کردند، که این تقسیم‌بندی بر پایهٔ واج‌های پایانی هجاهای زبان بود، تمامی آن‌ها با واکه خاتمه می‌یافتند.
این خط به‌طور پیوسته تا به امروز در میان سخنوران زبان مغولی در داخل مغولستان و در بخش‌هایی از جمهوری خلق چین مورد استفاده قرار گرفته است. در جمهوری خلق مغولستان (کشور مغولستان)، این خط عموماً توسط الفبای سیریلیک مغولی جایگزین شد، هرچند استفاده از خط عمودی همچنان به صورت محدود ادامه داشت. در مارس سال ۲۰۲۰، دولت مغولستان اعلامیه‌ای دربارهٔ برنامه‌های خود برای افزایش استفاده از خط سنتی مغولی منتشر کرد و اعلام کرد که قصد دارد تا سال ۲۰۲۵، از هر دو الفبای سیریلیک و خط مغولی در اسناد رسمی استفاده کند.
با این حال، به دلیل خصوصیات خاص خط سنتی مغولی، بخش بزرگی از مغول‌های مشمول سیاست‌های چینی سازی در چین (حدود ۴۰٪) قادر به خواندن یا نوشتن این خط نیستند و در بسیاری از موارد، این خط تنها به‌طور نمادین روی تابلوها و نشانه‌ها در شهرهای مختلف مورد استفاده قرار می‌گیرد.

## حروف الفبا

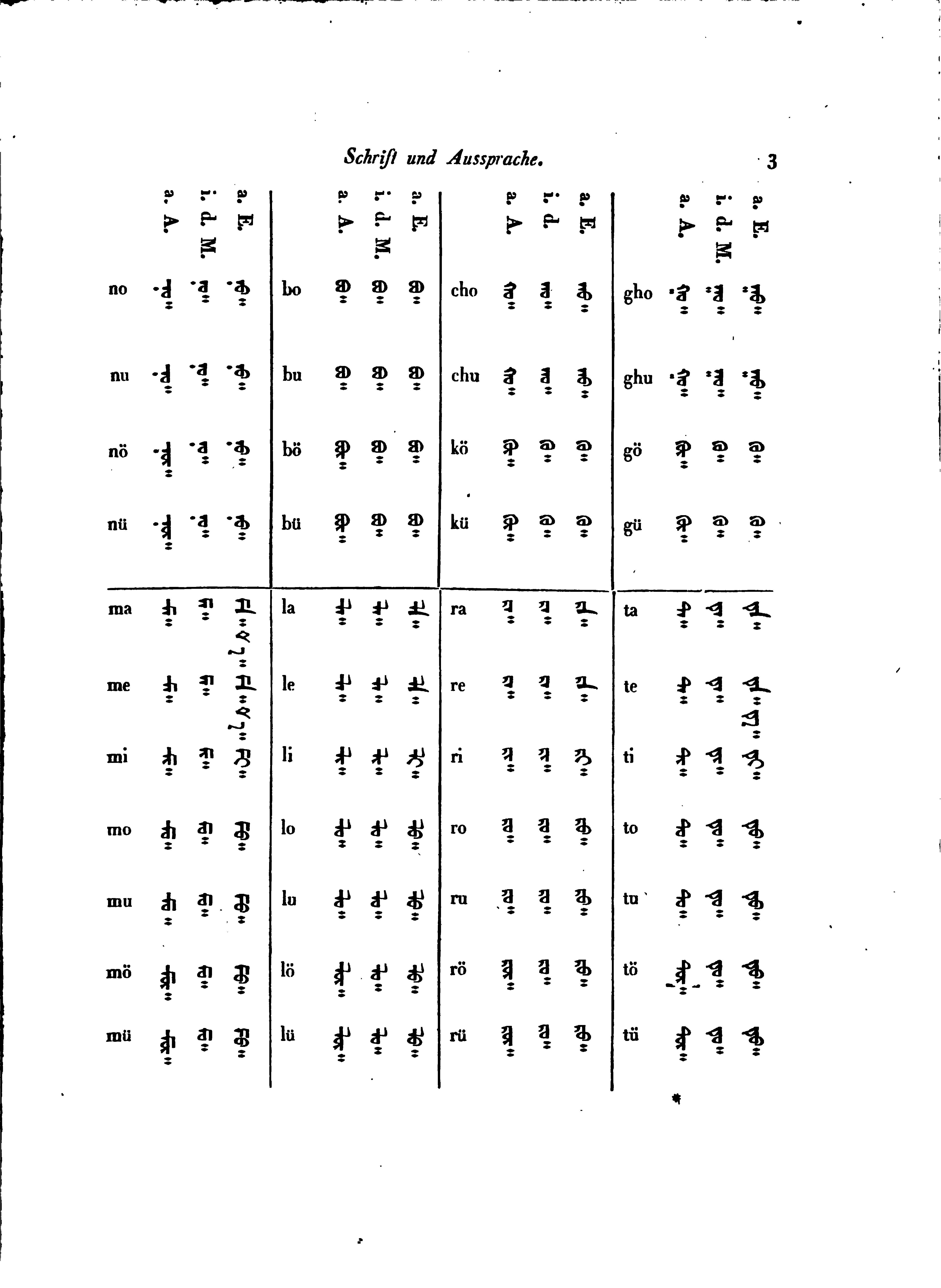
خط نشان داده شده به صورت هجایی - قرن نوزدهم

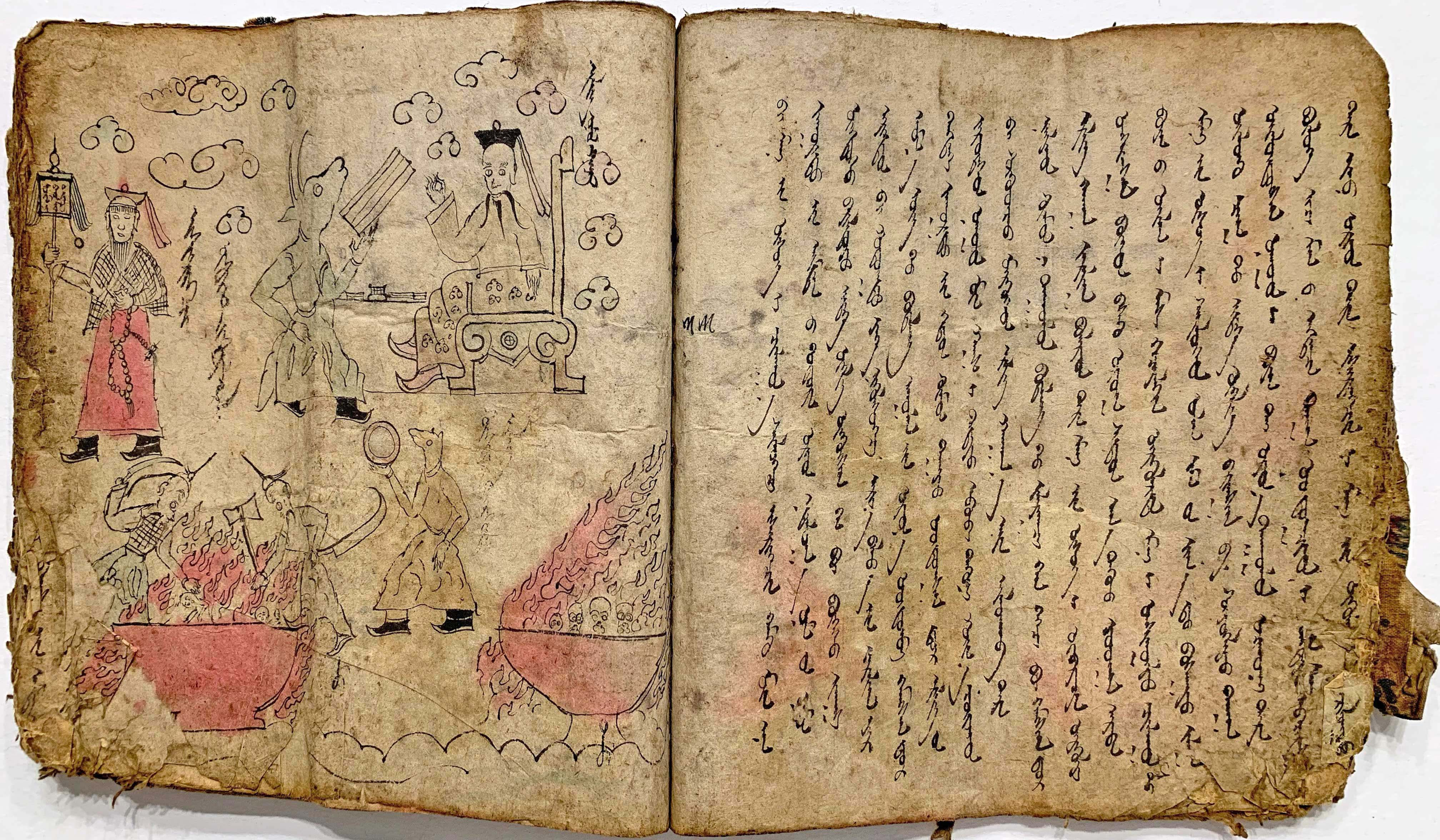
دست‌نوشته‌ای موسوم به چویی‌جود داگینی با قلم مو در قرن نوزدهم میلادی

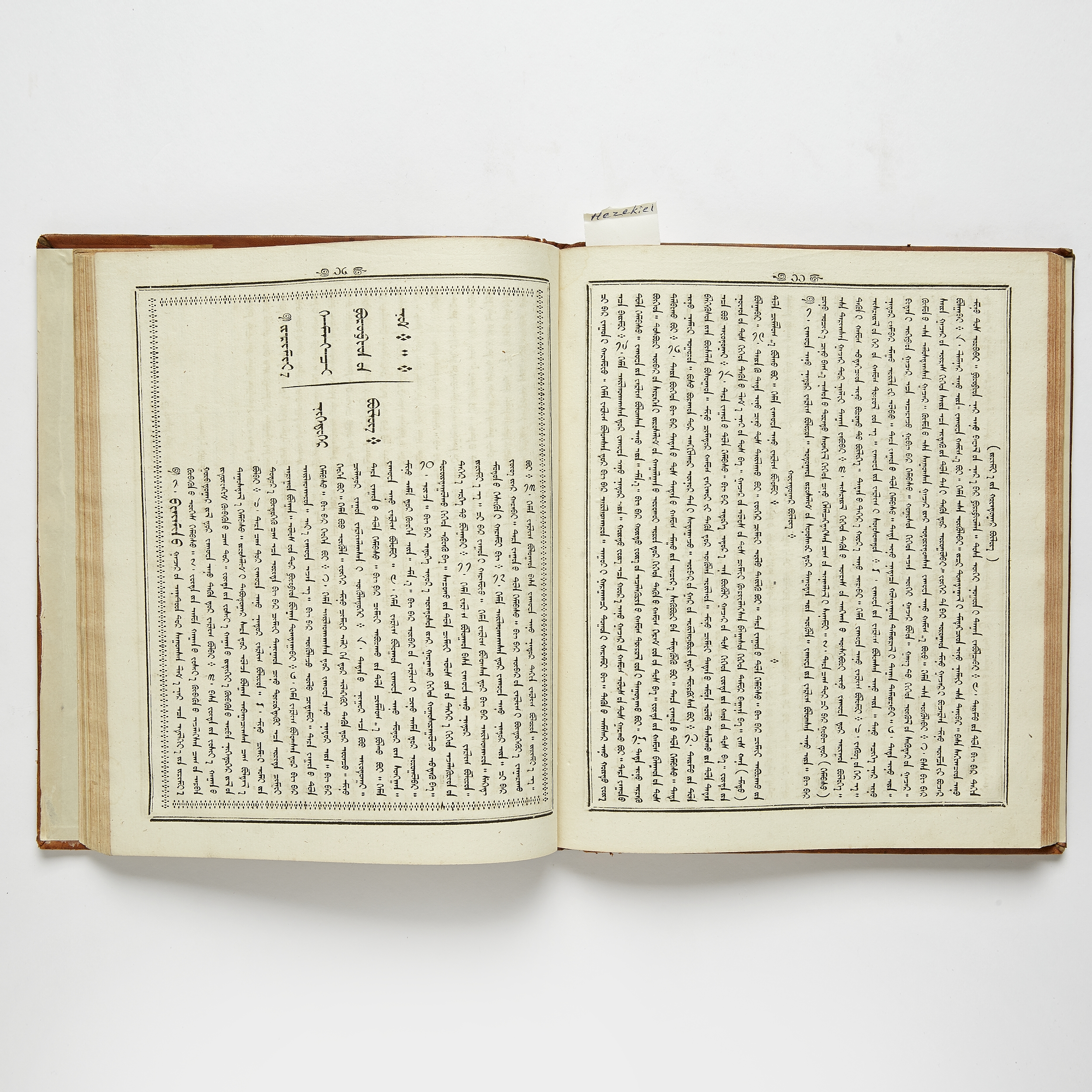
تصویری از کتاب ارمیا به خط مغولی در سال ۱۸۴۰

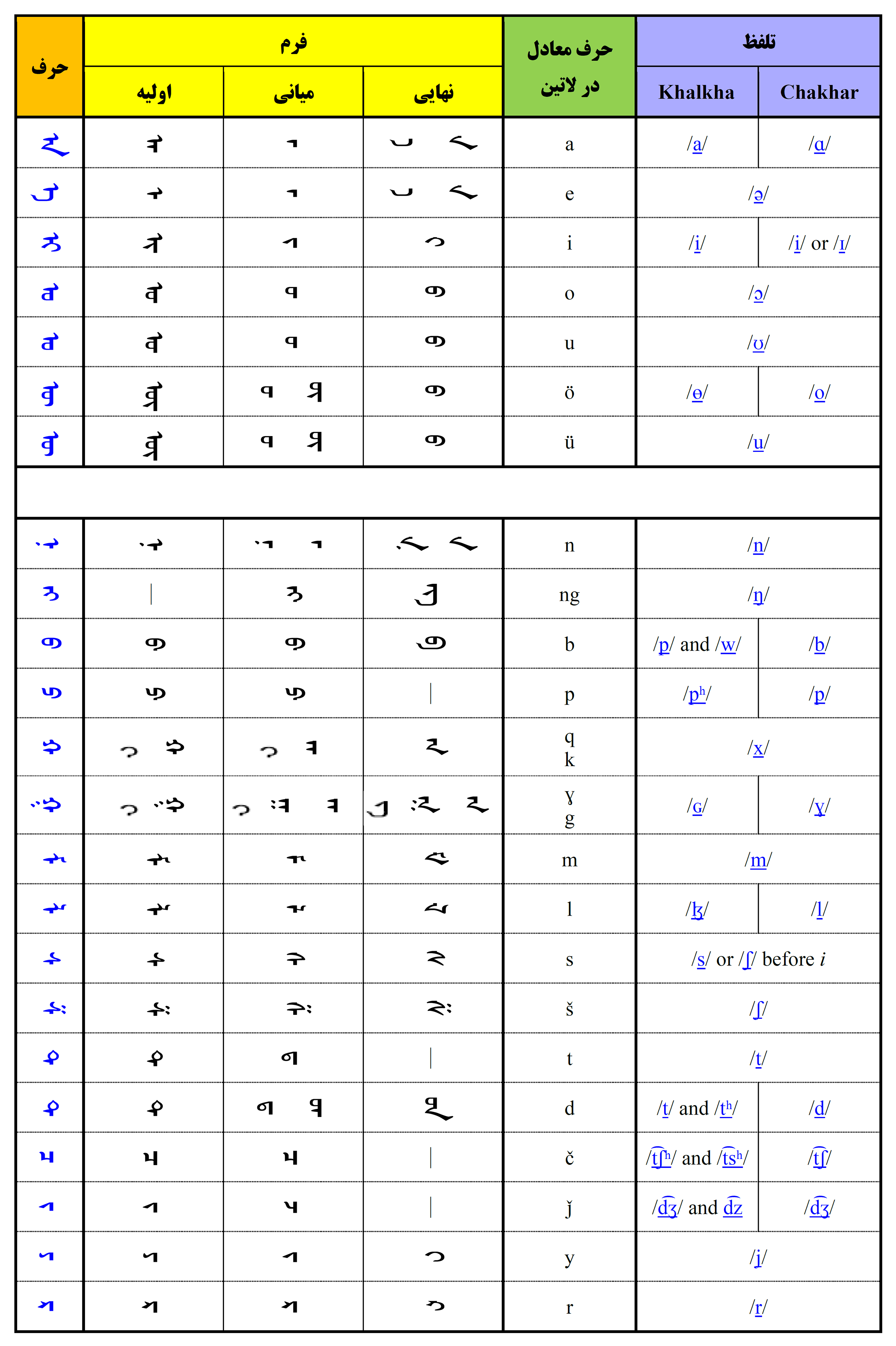
الفبای مغولی

فرم نگارش و تلفظ حرف الفبای مغولی مطابق حدول زیر است:

## یونی‌کد
خط مغولی در سپتامبر سال ۱۹۹۹ میلادی با انتشار نسخهٔ ۳٫۰ استاندارد یونی‌کد شد. با این حال، چندین مشکل طراحی در آن گوشزد شده است:
- کدهای یونی‌کد خط مغولی که در سال ۱۹۹۹ تعریف شدند، تکراری هستند و قابل جستجو نیستند.
- مدل یونی‌کد خط مغولی (۱۹۹۹) دارای چندین شکل انتخاب‌گر (FVS), MVS, ZWJ, NNBSP است و این گزینه‌ها با یکدیگر در تناقض هستند و منجر به نتایج نادرست می‌شوند.[۱۰]
- تولیدکنندگان مختلف فونت، تعریف‌های متفاوتی از هر FVS داشتند و در نتیجه کاربردهای متنوعی را با استانداردهای متفاوت توسعه دادند.
- خود کاراکترها به صورت چپ به راست تایپ می‌شوند، در حالی که باید از بالا به پایین تایپ شوند — که همان راستای صحیح خط عمودی مغولی است.

| Mongolian[1][2] Official Unicode Consortium code chart (PDF)                    |   |   |   |   |   |   |   |   |   |   |   |       |       |       |     |       |
|                                                                                 | 0 | 1 | 2 | 3 | 4 | 5 | 6 | 7 | 8 | 9 | A | B     | C     | D     | E   | F     |
| U+180x                                                                          | ᠀ | ᠁ | ᠂ | ᠃ | ᠄ | ᠅ | ᠆ | ᠇ | ᠈ | ᠉ | ᠊ | FVS 1 | FVS 2 | FVS 3 | MVS | FVS 4 |
| U+181x                                                                          | ᠐ | ᠑ | ᠒ | ᠓ | ᠔ | ᠕ | ᠖ | ᠗ | ᠘ | ᠙ |   |       |       |       |     |       |
| U+182x                                                                          | ᠠ | ᠡ | ᠢ | ᠣ | ᠤ | ᠥ | ᠦ | ᠧ | ᠨ | ᠩ | ᠪ | ᠫ     | ᠬ     | ᠭ     | ᠮ   | ᠯ     |
| U+183x                                                                          | ᠰ | ᠱ | ᠲ | ᠳ | ᠴ | ᠵ | ᠶ | ᠷ | ᠸ | ᠹ | ᠺ | ᠻ     | ᠼ     | ᠽ     | ᠾ   | ᠿ     |
| U+184x                                                                          | ᡀ | ᡁ | ᡂ | ᡃ | ᡄ | ᡅ | ᡆ | ᡇ | ᡈ | ᡉ | ᡊ | ᡋ     | ᡌ     | ᡍ     | ᡎ   | ᡏ     |
| U+185x                                                                          | ᡐ | ᡑ | ᡒ | ᡓ | ᡔ | ᡕ | ᡖ | ᡗ | ᡘ | ᡙ | ᡚ | ᡛ     | ᡜ     | ᡝ     | ᡞ   | ᡟ     |
| U+186x                                                                          | ᡠ | ᡡ | ᡢ | ᡣ | ᡤ | ᡥ | ᡦ | ᡧ | ᡨ | ᡩ | ᡪ | ᡫ     | ᡬ     | ᡭ     | ᡮ   | ᡯ     |
| U+187x                                                                          | ᡰ | ᡱ | ᡲ | ᡳ | ᡴ | ᡵ | ᡶ | ᡷ | ᡸ |   |   |       |       |       |     |       |
| U+188x                                                                          | ᢀ | ᢁ | ᢂ | ᢃ | ᢄ | ᢅ  | ᢆ  | ᢇ | ᢈ | ᢉ | ᢊ | ᢋ     | ᢌ     | ᢍ     | ᢎ   | ᢏ     |
| U+189x                                                                          | ᢐ | ᢑ | ᢒ | ᢓ | ᢔ | ᢕ | ᢖ | ᢗ | ᢘ | ᢙ | ᢚ | ᢛ     | ᢜ     | ᢝ     | ᢞ   | ᢟ     |
| U+18Ax                                                                          | ᢠ | ᢡ | ᢢ | ᢣ | ᢤ | ᢥ | ᢦ | ᢧ | ᢨ | ᢩ  | ᢪ |       |       |       |     |       |
| Notes 1.^ الگو:Unicode version 2.^ Grey areas indicate non-assigned code points |   |   |   |   |   |   |   |   |   |   |   |       |       |       |     |       |